# Vysoké Žibřidovice
Vysoké Žibřidovice (německy Hohen Seibersdorf) jsou součástí obce Hanušovice v okrese Šumperk.
Ve vsi je zastávka lokální trati Hanušovice - Staré Město pod Sněžníkem.

## Historie
První písemná zmínka o obci pochází z roku 1325.
| Rok            | 1869 | 1880 | 1890 | 1900 | 1910 | 1921 | 1930 | 1950 | 1961 | 1970 | 1980 | 1991 | 2001 | 2011 | 2021 |
| -------------- | ---- | ---- | ---- | ---- | ---- | ---- | ---- | ---- | ---- | ---- | ---- | ---- | ---- | ---- | ---- |
| Počet obyvatel | 600  | 624  | 628  | 608  | 571  | 548  | 522  | 248  | 184  | 161  | 122  | 99   | 90   | 68   | 58   |

## Kulturní památky

Členění Hanušovic

V katastru jsou evidovány tyto kulturní památky:
- Kostel sv. Linharta – barokní jednolodní kostel z let 1714-1721 s freskami z roku 1757; součástí areálu je dále:
  - kříž (na hřbitově) – litinový kříž s kamenným podstavcem z roku 1839
  - ohradní zeď s bránou a márnicí – z 18. století
- Boží muka (na poli) – pilířová boží muka z počátku 19. století
- Socha Krista na Olivetské hoře (na kopci mezi Vysokými Žibřidovicemi a Vysokou – klasicistní sochařská práce z roku 1780, kolem sochy pískovcový obrubník s nápisy